# بيتر زيمارمان
بيتر زيمارمان (بالألمانية: Peter Zimmermann)‏ هو رسام ألماني، ولد في 1956 في فرايبورغ في ألمانيا.